# Le och låtsas dö
Le och låtsas dö (franska: Le Magnifique) är en fransk-italiensk romantisk komedi från 1973 i regi av Philippe de Broca.

## Rollista i urval
- Jean-Paul Belmondo - François Merlin / Bob Saint-Clair
- Jacqueline Bisset - Christine / Tatiano
- Vittorio Caprioli - Georges Charron / överste Karpoff
- Monique Tarbès - Mme. Berger
- Raymond Gérôme - general Pontaubert
- Hans Meyer - överste Collins
- Jean Lefebvre - elektrikern
- Rodrigo Puebla - Benson
- Bruno Gargin - Pilu